# Richtersia imparis
Richtersia imparis is een rondwormensoort uit de familie van de Selachinematidae.